# Посольство Вьетнама в России
Посольство Вьетнама в России (вьет. Đại sứ quán Việt Nam tại Moskva) расположено в Москве в Хамовниках на Большой Пироговской улице, дом 13, в здании бывшего детского сиротского приюта
Генеральное консульство Вьетнама находится во Владивостоке.
Чрезвычайный и полномочный посол Социалистической Республики Вьетнам в Российской Федерации Данг Минь Кхой (с мая 2021 года).

## Послы Вьетнама в СССР и России
| - Нгуен Лыонг Банг (1952—1956) - Нгуен Ван Кинь (1956—1966) - Нгуен Тхо Тян (1967—1971) - Во Тхук Донг (1972—1974) - Нгуен Хыу Кхиеу (1974—1980) - Нгуен Хыу Май (1980—1982) - Динь Ньо Лием (1982—1986) - Нгуен Мань Кам (1987—1991) | - Хо Хуан Нгием (1992—1996) - Нго Тат То (1996—2001) - Нгуен Ван Нгань (2002—2008) - Буй Динь Динь (2007—2011) - Фам Суан Шон (2011—2014) - Нгуен Тхань Шон (2014—2018) - Нго Дык Мань (2018—2021) - Данг Минь Кхой (с 2021) |